# Las brujas (película de 2020)
Las brujas (título original en inglés: The Witches) es una película de comedia de fantasía oscura de 2020 dirigida por Robert Zemeckis y escrita por Zemeckis, Kenya Barris y Guillermo del Toro. Se basa en la novela homónima de 1983 de Roald Dahl y es la segunda adaptación de la novela en un largometraje, tras la película de 1990 del mismo nombre dirigida por Nicolas Roeg. La película está protagonizada por Anne Hathaway, Octavia Spencer y Stanley Tucci, y está narrada por Chris Rock.
Las Brujas estuvo disponible en HBO Max en los Estados Unidos el 22 de octubre de 2020, con un estreno en cines en mercados internacionales selectos a partir del 28 de octubre de 2020. Recibió críticas mixtas de los críticos, que la consideraron inferior a la película de Roeg, aunque la actuación de Hathaway recibió elogios.

## Argumento
En 1967, Alabama, un niño se va a vivir con su abuela tras la muerte de sus padres. Poco a poco, el niño se anima con su abuela comprándole un ratón mascota al que llama Daisy. Un día, van a un supermercado y el niño va a comprar una caja de clavos para entrenar a Daisy y construirle una casa también. Al niño se le acerca una bruja que intenta atraerlo con una serpiente y una barra de chocolate, pero su abuela lo llama y la bruja desaparece.
Después de contarle a su abuela sobre el encuentro, el niño se entera de que las brujas son reales. Ella dice que su mejor amiga Alice fue víctima de una bruja y fue condenada a pasar el resto de su vida como una gallina. La abuela dice que las brujas nunca se van una vez que encuentran un niño. Frenéticamente, el niño y la abuela deciden quedarse en un hotel cercano. Mientras está allí, la abuela le dice al niño cómo distinguir a una bruja de una mujer común: las brujas reales tienen garras en lugar de uñas que esconden con guantes, son calvas y se esconden usando pelucas que les dan erupciones, tienen pies cuadrados sin los dedos de los pies que esconden usando zapatos sensibles, tienen un tinte púrpura en sus pupilas y tienen un poderoso sentido del olfato que utilizan para olfatear a los niños.
Al día siguiente, la abuela le dice al niño que salga a divertirse. Toma a Daisy y una cuerda para entrenar en un gran salón. Mientras camina hacia allí, se encuentra con un niño glotón pero amigable llamado Bruno Jenkins, quien es alejado por su madre. El chico entra solo en el gran salón. Mientras se prepara para entrenar a Daisy, un grupo de brujas liderado por su todopoderosa líder, la Gran Bruja, entra en el gran salón; el niño se esconde debajo del escenario y descubre que la Gran Bruja planea darles a los niños del mundo una poción que puede transformarlos en ratones. La poción se utilizará en productos de repostería en confiterías que las brujas construirán con el dinero que la Gran Bruja planea darles.
Bruno, después de comer una barra de chocolate mezclada con una poción que le había dado la Gran Bruja, se transforma en un ratón. Se arrastra por el respiradero y encuentra al niño y a Daisy escondidos. La Gran Bruja descubre al niño y lo transforma a la fuerza en un ratón también. Durante la conmoción, se enteran de que Daisy fue una vez una joven humana huérfana llamada Mary convertida en ratón por una bruja, y ella los ayuda a escapar.
Regresan a la habitación del hotel donde se hospedan el niño y su abuela. Le cuentan a la abuela el plan de las brujas y descubren que la Gran Bruja se aloja en la habitación del hotel debajo de ellos. El niño, Bruno y Mary idean un plan para conseguir una botella de la poción para que la abuela pueda idear una cura para convertirlos de nuevo en pequeños. El plan tiene éxito, pero como la abuela no puede crear una cura, deciden poner una botella de la poción en un caldo de sopa de guisantes que se les dará a las brujas durante la cena.
Mientras el resto de las brujas beben la sopa, la Gran Bruja se encuentra con la abuela y la reconoce como la que se escapó. Mientras los ratones roban la llave de la habitación de la Gran Bruja, todas las brujas comienzan a convertirse en ratas y se produce el caos.
Después de que la abuela y los ratones huyen a la habitación de la Gran Bruja, la abuela comienza a recolectar todas las pociones para destruirlos. La Gran Bruja encuentra a la abuela y se prepara para matarla, pero los ratones intervienen y engañan a la Gran Bruja para que trague su propia poción, transformándola en una rata. La atrapan en un cubo de hielo y evitan que se escape. Antes de salir de la habitación, la abuela saca algo de dinero del baúl de la Gran Bruja y libera a su gato de su jaula. Cuando cierran la puerta, el propio gato de la Gran Bruja la ataca y la mata.
La abuela intenta devolver a Bruno y explicar la situación a sus padres, pero la madre y el padre entran en pánico y huyen. La abuela, el niño, Mary y Bruno se van a casa junto con el baúl de la Gran Bruja y se convierten en una familia. Finalmente, el niño y la abuela deciden ayudar a los niños a cazar brujas en todo el mundo utilizando el mismo dinero con el que las brujas habrían destruido a los niños.

## Reparto
- Anne Hathaway como La Gran Bruja, una bruja poderosa y malvada que es la líder de todas las brujas del mundo. Hathaway también expresa su forma de rata.
- Octavia Spencer como la Abuela, una curandera y la abuela del niño que es la vieja rival de la Gran Bruja.
  - Miranda Sarfo Peprah interpreta una versión joven de la abuela.
- Stanley Tucci como el Señor Stringer, el gerente del hotel.
- Jahzir Kadeem Bruno como el Niño Héroe, un joven que es convertido en ratón por la Gran Bruja. Bruno también da voz a su forma de ratón.
- Chris Rock como la voz del Niño Héroe Mayor, el narrador y como un ratón mayor que cuenta el relato de primera mano de su experiencia como niño.
- Codie-Lei Eastick como Bruno Jenkins, un niño inglés que se convierte en ratón. Eastick también da voz a su forma de ratón.
- Kristin Chenoweth como la voz de Daisy, la mascota del niño.[5][6][7]
- Brian Bovell como Reginald.
- Charles Edwards como el Señor Jenkins, el padre de Bruno.
- Morgana Robinson como la Señora Jenkins, la madre de Bruno.
- Josette Simon como Zelda, una bruja.[5]
- Eugenia Caruso como Consuella, una bruja.[5]
- Ana-Maria Maskell como Esmerelda, una bruja.[5]
- Orla O'Rourke como Saoirse, una bruja.[5]
- Penny Lisle como una bruja.[5]
- Simon Manyonda como Sous-Chef
- Philippe Spall como un Chef

## Doblaje
| Personaje               | Actor original      | Actor de doblaje · México | Actor de doblaje · España |
| ----------------------- | ------------------- | ------------------------- | ------------------------- |
| La Gran Bruja           | Anne Hathaway       | Marisol Romero            | Nuria Trifol              |
| Charlie                 | Jahzir Kadeem Bruno | Diego Becerril            |                           |
| Charlie Adulto/Narrador | Chris Rock          | José Antonio Macías       | José Javier Serrano       |
| Abuela Agatha           | Octavia Spencer     | Rebeca Patiño             | Lola Oria                 |
| Señor Stringer          | Stanley Tucci       | Pedro D'Aguillón Jr.      | Pep Antón Muñoz           |

## Producción

### Desarrollo
Las conversaciones sobre una nueva adaptación de la novela de Dahl comenzaron en diciembre de 2008, cuando Guillermo del Toro expresó su interés en hacer una película stop motion. No surgieron más desarrollos sobre el proyecto potencial hasta diez años después, en junio de 2018, cuando se contrató a Robert Zemeckis para dirigir y escribir el guion. Del Toro produciría, junto a Zemeckis y Alfonso Cuarón, además de tener un crédito de guion.
La película tiene lugar en Alabama durante la década de 1960, en lugar de la novela en Inglaterra y Noruega de la década de 1980, y el niño protagonista es afroamericano, en lugar de noruego-británico como el niño de la novela original y adaptaciones anteriores. Sin embargo, Zemeckis describió la adaptación como más cercana a la novela original que la adaptación de 1990, dirigida por Nicolas Roeg. Kenya Barris coescribió la película.

### Casting
En enero de 2019, Anne Hathaway fue elegida para el papel de la Gran Bruja. Octavia Spencer fue elegida en febrero, con los recién llegados Jahzir Bruno y Codie-Lei Eastick también uniéndose. En mayo, se agregaron Stanley Tucci y Chris Rock. En septiembre de 2020 se reveló que Kristin Chenoweth fue elegida para la película.

### Rodaje
La fotografía principal comenzó el 8 de mayo de 2019, con lugares de rodaje que incluyeron Alabama, Georgia y los estudios Warner Bros., Leavesden en Hertfordshire, Inglaterra y Virginia Water Lake en Surrey, Inglaterra. Se esperaba que finalizara el 25 de junio. El 19 de junio, un miembro de la tripulación fue apuñalado en el cuello en los estudios Warner Bros. situados en Leavesden.

### Marketing
La película colaboró con un juego de Roblox llamado "Islands" para un evento de Halloween por tiempo limitado. Presenta una batalla de jefes con la Gran Bruja, uno de los principales antagonistas de la película.

## Música
En julio de 2019, se reveló que el colaborador habitual de Zemeckis, Alan Silvestri, estaba componiendo la banda sonora. Una banda sonora con la partitura de Silvestri lanzada por WaterTower Music el 23 de octubre de 2020.

## Estreno
Estaba previsto que Las Brujas saliera a la luz el 16 de octubre de 2020. El 25 de octubre de 2019, Warner Bros. adelantó el estreno de la película una semana. Sin embargo, el 12 de junio de 2020, Warner Bros. anunció que retiraron la película del calendario de 2020 debido a la pandemia de COVID-19.
La película fue lanzada digitalmente en los Estados Unidos el 22 de octubre de 2020 a través de HBO Max. En noviembre, Variety informó que la película era el noveno título de transmisión directa más visto de 2020 hasta ese momento. El estreno internacional en cines comenzó el 28 de octubre.

## Recepción

### Taquilla
La película recaudó $4.9 millones en doce países en su primera semana de estreno. El fin de semana del 20 de noviembre, la película recaudó $1.2 millones de 23 países, para un total acumulado de $15.1 millones. Para el 20 de diciembre, la película tenía un total acumulado de $24 millones de 32 países.

### Crítica
El agregador de reseñas Rotten Tomatoes informa que el 49% de las 152 reseñas críticas son positivas para Las Brujas, con una calificación promedio de 5.50/10. El consenso de los críticos del sitio web dice: «Las Brujas pierde algunos hechizos, pero la actuación de Anne Hathaway en el juego podría ser suficiente para hechizar a los fanáticos de esta historia de Roald Dahl». Según Metacritic, que muestreó a 30 críticos y calculó una puntuación media ponderada de 47 sobre 100, la película recibió «críticas mixtas o medias».
En su reseña de dos de cuatro estrellas, Richard Roeper del Chicago Sun-Times elogió los efectos especiales y las actuaciones, pero consideró que la película era «demasiado inquietante para los niños pequeños y no lo suficientemente nerviosa como para cautivar a los adultos». David Ehrlich de IndieWire le dio a la película una D+ calificándola de «terrible» y diciendo: «Zemeckis ha hecho algunas películas sin éxito en los últimos 20 años, pero Las Brujas es la más frustrante de todas porque parece que podría haber sido hecho por otra persona. Cualquier otra persona. La versión de Roeg puede haber dejado una cicatriz de por vida a una generación de niños, pero al menos lo recordaron». Korey Coleman, de Double Toasted, sintió que la película era una oportunidad perdida para contar «la mejor historia de Karen», ya que la Gran Bruja mostró gestos asociados con ese estereotipo diciendo: «Esta es una mujer blanca rica, grosera y con derecho que odia a los negros, los pobres y niños, solo porque se siente incomodada por ellos y... siempre [sic] llamando al gerente».
La cinta recibió cierto rechazo de un gran sector de la audiencia al considerar que el cambio racial de algunos personajes y el reflejar un marcado estereotipo en otros fue un intento más de transmitir un mensaje de corrección política, el cual se ve constantemente en varias películas de los últimos años.

### Controversia
Numerosos defensores de la discapacidad, incluida la nadadora paralímpica británica Amy Marren, acusaron a la película de perpetuar los prejuicios contra las personas con Ectrodactilia y otras diferencias en las extremidades. Lauren Appelbaum, portavoz del grupo de defensa RespectAbility, dijo que la película describe las diferencias en las extremidades como «espantosas o algo que temer». El 4 de noviembre de 2020, Warner Bros. emitió un comunicado en el que se disculpaba por ofender a personas con discapacidad. Añadieron además que habían trabajado con «diseñadores y artistas para llegar a una nueva interpretación de las garras felinas que se describen en el libro. [...] La película trata sobre la bondad. [...] No fue intencional que los espectadores sientan que las fantásticas criaturas no humanas estaban destinadas a representarlos». Hathaway también se disculpó por la interpretación de la película, diciendo: «En particular, quiero decir que lo siento por los niños con diferencias en las extremidades» y «Ahora que sé mejor, prometo que lo haré mejor».